# Carex pleioneura
Carex pleioneura là một loài thực vật có hoa trong họ Cói. Loài này được G.A.Wheeler mô tả khoa học đầu tiên năm 1987.